# Rophalis relicta
Rophalis relicta là một loài côn trùng trong họ Nevrorthidae thuộc bộ Neuroptera. Loài này được Hagen in Berendt miêu tả năm 1856.